# Hans Hahn
Hans Hahn (27. září 1879 Vídeň, Rakousko-Uhersko – 24. července 1934 Vídeň, Rakousko) byl rakouský matematik a filozof, člen Vídeňského kroužku. Je známý především díky práci v oblastech funkcionální analýzy, topologie, teorie množin, variačního počtu, reálné analýzy a teorie uspořádání. Ve filozofii se zajímal především o Machův novopozitivismus. V matematice je po něm pojmenováno několik vět, k nejznámějším patří Hahnova–Banachova věta.